# Loosdorf (Gemeinde Fallbach)
Loosdorf ist eine Ortschaft und eine Katastralgemeinde der Gemeinde Fallbach im Bezirk Mistelbach in Niederösterreich. Die Ortschaft hat 203 Einwohner (Stand 1. Jänner 2024).  Bis Ende 1969 war Loosdorf eine eigenständige Gemeinde.

## Geografie
Im unregelmäßig angelegten, vom Schloss Loosdorf dominierten Straßendorf entspringt der Loosdorfer Bach und fließt über Hagendorf ab. Durch den Ort führt die Landesstraße L10.

## Geschichte
Die laut Schweickhardt gut bestifteten Bauern betrieben überwiegend Ackerbau, wofür sich die Fluren bestens eigneten. Obstbau und Viehzucht sind ohne Bedeutung.
Laut Adressbuch von Österreich waren im Jahr 1938 in der Ortsgemeinde Loosdorf ein Arzt, ein Tierarzt, ein Bäcker, eine Baumschule, ein Binder, eine Fleischerin samt Gastwirtschaft, ein Gemischtwarenhändler, zwei Hebammen, ein Rauchfangkehrer, ein Schmied, zwei Schneider, zwei Schuster, ein Tischler, ein Wagner und einige Landwirte ansässig.
Mit 1. Jänner 1970 wurden im Zuge der Niederösterreichischen Kommunalstrukturverbesserung die bis dahin selbständigen Gemeinden Hagenberg, Hagendorf und Loosdorf nach Fallbach eingemeindet.

## Sehenswürdigkeiten
- Ruine Hanselburg, eine künstliche Ruine
- 1992 wurde das Kulturhaus Winkelau gegründet